# Reuzenkoet
De reuzenkoet (Fulica gigantea) behoort tot de familie van de rallen.

## Verspreiding en leefgebied
Deze soort komt voor van Peru tot Noordwest-Argentinië.

## Status
De grootte van de populatie wordt geschat op 6,7-67 duizend volwassen vogels. Op de Rode lijst van de IUCN heeft deze soort de status niet bedreigd.